# MegSat-0
MegSat-0 è un satellite artificiale ad orbita bassa (LEO - Low earth orbit) progettato e costruito dall'azienda italiana MegSat di Brescia. Appartenente alla categoria dei microsatelliti ha portato in orbita apparecchiature radio in gamma VHF-UHF per la ricetrasmissione di dati. È stato un dimostratore tecnologico, punto di partenza per la costellazione di satelliti che l'azienda si era prefissa di realizzare, la base per il MegSat-1 e successivi. È stato messo in orbita il giorno 28 aprile 1999 alle ore 20:30 UTC, assieme al tedesco ABRIXAS. Il vettore era un Kosmos-3M lanciato dal Cosmodromo di Kapustin Yar, Area 107. La progettazione meccanica CAx fu eseguita con SolidWorks R98/R98+. È stato dichiarato perso il 4 ottobre 2003.

## Missioni

### Tecnologica
Dimostratore tecnologico per la costellazione MegSat.

### Commerciale
Servizi commerciali quali la telelettura dei contatori domestici/industriali.

## Parametri
http://www.lib.cas.cz/space.40/1999/I022B.HTM